# Vilmos osztrák herceg
Becsvágyó Vilmos (Bécs, 1370 körül – Bécs, 1406. július 15.) osztrák uralkodó herceg, Belső-Ausztria (Karintia, Krajna és Stájerország) hercege. 1403-ban korábbi sógorával, Luxemburgi Zsigmonddal szemben trónkövetelőként lépett fel Magyarországon.

## Élete
III. Lipót osztrák herceg és Visconti Viridis milánói hercegnő legidősebb fiaként született 1370 körül.
Hedviggel, Nagy Lajos magyar király lányával jegyezték el, ám Hedviget 1384-ben lengyel királynővé koronázták, a lengyel főurak pedig nem akarták ezt a házasságot, így elérték az eljegyzés felbontását, és Hedviget hozzáadták Jagelló Ulászló litván nagyfejedelemhez. Hedvig haláláig Vilmos a királynő törvényes férjének tekintette magát Jagelló Ulászlóval szemben, és csak Hedvig halála után vette feleségül a szintén Anjou-házi Johannát (1373–1435), II. Károly nápolyi és magyar király lányát, a későbbi nápolyi királynőt, aki Hedvig és Nagy Lajos közeli rokona volt. Házasságukból nem származott gyermek.
1404-ben unokatestvére, IV. Albert halála után Vilmos megpróbálta egyesíteni egész Ausztriát, a trónörökös V. Albert kiskorúsága alatt, de terve nem vált valóra.
Vilmost a bécsi Szent István-dóm hercegi kriptájában temették el.